# Charles Delvert
Pour les articles homonymes, voir Delvert.
Charles Delvert, né le 27 avril 1879 dans le 3e arrondissement de Paris, ville où il est mort le 11 décembre 1940 dans le 6e arrondissement, est un écrivain et officier français de la Première Guerre mondiale. La promotion 2013-2014 du 4e bataillon de l'École spéciale militaire de Saint-Cyr l'a choisi comme parrain. 

## Biographie
Ancien élève de l'École normale supérieure (promotion 1901), agrégé d'histoire et géographie (1922), il est le père de Jean Delvert.
Mobilisé en août 1914, il est immédiatement envoyé au front comme lieutenant au 101e régiment d'infanterie ; il participe à l'offensive de Champagne de 1915, est à Verdun en 1916, puis au Chemin des Dames en 1917 ; blessé quatre fois entre 1914 et 1916, il est promu capitaine à titre temporaire en 1915, puis à titre définitif en 1916. De retour à la vie civile, il enseigne l'histoire au lycée Janson-de-Sailly.
Dans son ouvrage Témoins, Jean Norton Cru attribue à Histoire d'une compagnie: Main de Massiges, Verdun. Novembre 1915-juin 1916. Journal de marche une valeur de témoignage de combattant qui lui vaut de figurer dans la catégorie n° I, c'est-à-dire celle qualifiée d'excellente par Norton Cru.

## Distinctions
- Croix de guerre 1914–1918
- Officier de la Légion d'honneur (9 novembre 1927)[8]

## Livres
- Charles Delvert, Quelques héros, éd. Berger-Levrault, Paris, novembre 1917
- Charles Delvert, Histoire d'une compagnie: Main de Massiges, Verdun. Novembre 1915-juin 1916. Journal de marche, éd. Berger-Levrault, Paris, juillet 1918
- Joseph-Félix Bouchor et Capitaine Delvert, Verdun 1914-1918, (Hommage aux morts pour la patrie), Paris, Librairie Aristide Quillet, s.d. (1920)
- Charles Delvert, L'Erreur du 16 avril 1917, éd. L. Fournier, Paris, décembre 1920
- Charles Delvert, Les Opérations de la 1e armée dans les Flandres, éd. L. Fournier, Paris, juin 1921
- Charles Delvert, Carnets d'un fantassin, Albin Michel, Paris, mai 1935 (plusieurs rééditions) - réédition avec un carnet inédit, éd. Dacres, Paris, avril 2017